# Prêt-à-Porter (film)
Prêt-à-Porter è un film statunitense del 1994 diretto da Robert Altman.

## Trama
Alla vigilia di una settimana di sfilate, tutto il mondo parigino è in agitazione. Inaspettatamente, una tragedia: tornando dall'aeroporto dov'è andato ad accogliere Sergei Oblomov (un sarto russo) il presidente della Camera nazionale della moda Olivier De La Fontaine muore nella sua automobile, soffocato da un sandwich. Sergei, scosso dalla scena a cui ha assistito e temendo di venire arrestato dalla Polizia, si dilegua. La Polizia è davvero convinta che si tratti di un delitto. Il sarto va in un grande albergo, ruba una giacca a quadretti e si pone alla caccia della vedova del morto, Isabelle. Ella detestava il marito, alla pari di molti stilisti e operatori del settore, che ora vengono a porgere ipocrite condoglianze.
Molti anni prima, la splendida Isabelle e Sergei erano stati amanti. Nello stesso albergo, Joe Flynn e Anne Eisenhower, giornalisti americani invitati a Parigi, sono "costretti" ad occupare la medesima stanza, ove trascorrono giornate intense a fare l'amore, inviare fax in America sulla scorta delle sole notizie viste in televisione. Poi, le fantasmagoriche sfilate: stilisti isterici come Cort Romney e un avversario-amante (Cy Bianco), che dirige un'équipe di modelle, tutte di colore come lui, oppure preoccupati come la seducente madame Simone Lowenthal (amante del defunto Olivier), il cui figlio Jack, in pieno défilé della ditta, vende l'azienda a un industriale texano.
Tutto si svolge in un clima in cui la gente è eccitata e vacua; truccatori, parrucchiere e strepitose modelle tra veli fruscianti e tessuti costosissimi. L'onnipresente fotografo Milo O'Brannigan - il migliore a livello internazionale - che fotografa a tradimento tre diverse redattrici delle migliori riviste di moda. Kitty Potter - sempre emergente nel caos generale con microfono in mano per le sue mille interviste televisive alla gente importante - abbandona il proprio lavoro, sconcertata e disgustata dalla sfilata finale: il colpo di scena ideato da madame Lowenthal per farsi applaudire con la sua équipe di modelle completamente nude.

## Critica
"Vogliamo concedere che 'Prêt-à-porter' non morde granché, non graffia, non si accanisce sul mondo dell'alta moda come è stato scioccamente lamentato da alcuni stilisti? Infatti si tratta di un film di puro divertimento, di un'allegra commediola su sfondi continentali come se ne facevano negli anni '50 con musica, donne a gogò e risate garantite. Un Altman piccolo piccolo, se volete, però quale altro regista avrebbe saputo farlo?" (Tullio Kezich, Corriere della Sera, 18 marzo 1995)
"Anche gli attori, in questa frenetica danza quasi macabra sul prêt-à-porter, hanno molto di rado la possibilità di imporsi secondo i loro meriti: la sola, forse, che riesca un po' a tenersi in primo piano è Anouk Aimée in una parte drammatica, sincera, dolorosa, ma quasi tutti gli altri finiscono per proporsi solo come delle comparse di lusso, fianco a fianco con le apparizioni in prima persona (e molto pubblicitarie) di veri gioiellieri e di veri stilisti. Cito comunque per la cronaca, a parte Mastroianni e la Loren che in altre occasioni ci hanno dato certamente di meglio, Kim Basinger, una spumeggiante giornalista televisiva, Jean Rochefort e Michel Blanc, due poliziotti francesi tipo ispettore Clouseau, Lauren Bacall, in una parte di ex redattrice di moda che accentua il suo ex divismo, Julia Roberts e Tim Robbins cui si affida il compito di dar vita ad una storiella d'amore di due americani a Parigi risolta in puro stile hollywoodiano, ma senza nessuna ironia. Una variopinta girandola, insomma, di fuochi d'artificio, senza però il botto finale." (Gian Luigi Rondi, Il Tempo, 18 marzo 1995)
"Ma il film un po' stancante nell'insieme è ricco, lieve, brillante, interpretato bene: una farsa con mille cose da guardare e tanti visi da riconoscere, un divertimento, una vacanza. Lo stile di Altman è come sempre frammentato (a volte sfilacciato). La narrazione orizzontale destrutturata, complessa e sinuosa, segue coralmente numerosi personaggi in varie storie intrecciate: niente psicologie, soltanto comportamenti. (...) La storia infinita termina con una sfilata di modelle nude. Se l'immagine volesse simboleggiare una condanna degli orpelli, una scelta di rigore, sarebbe tardiva, illusoria: da un pezzo a Parigi le modelle sfilano nude, e non rinunciano a nulla." (Lietta Tornabuoni, La Stampa, 18 marzo 1995)

## Accoglienza
(di Laura, Luisa e Morando Morandini)

## Riconoscimenti
- 1994 - National Board of Review
  - Miglior cast